# Kiên cường (phim)
Kiên cường (tiếng Nga: Несокрушимый, Nesokrushimyy) là một bộ phim chiến tranh chính kịch của điện ảnh Nga do Konstantin Maximov làm đạo diễn. Bộ phim dựa vào một sự kiện có thật là chiến tích huyền thoại ngày 13 tháng 7 năm 1942 của một kíp lái xe tăng KV-1 của Liên Xô, dưới sự chỉ huy của Trung úy Semyon Vasilyevich Konovalov, đã chấp nhận một trận chiến không cân sức và phá hủy 16 xe tăng, 2 xe ô tô bọc thép và 8 xe tải cùng một số binh sĩ Đức trong vùng lân cận của trang trại Nizhnemityakin huyện Tarasovskoye, tỉnh Rostov.

## Nội dung
Bộ phim lấy bố cảnh trong Chiến tranh Vệ quốc vĩ đại. Chiếc xe tăng hạng nặng KV-1 là một loại xe tăng có hỏa lực mạnh, giáp dầy, nhưng rất hay đỏng đảnh. Trưởng xa, Đại úy Semyon Konovalov (Andrey Chernyshov đóng) là một sĩ quan nhiều kinh nghiệm nhưng cá tính, thường xung đột với Phó chính trị viên tiểu đoàn, Thiếu tá Vladimir Krotov (Sergey Gorobchenko đóng). Sự việc càng phức tạp hơn khi một nữ kỹ sư trẻ Pavla Chumak (Olga Pogodina đóng) đến đơn vị để phụ trách việc sửa chữa phục hồi xe tăng. Krotov ngay lập tức có tình cảm với Chumak mà không ngờ rằng cô chính là vợ cũ của Konovalov. Việc chiếc xe liên tục hư hỏng và không thể phục hồi, khiến Konovalov và kíp lái của mình phải vào trận như là lính bộ binh. Tình cờ, Chumak biết được có một chiến KV-1 bị quân Đức bỏ lại gần chiến trường, cô lập tức báo tin cho Konovalov. Khi Konovalov và đội của mình đến chiếm lấy chiếc xe tăng, anh cũng vô tình nhận ra, đội xe của mình đang là chốt chặn duy nhất bảo vệ mặt sau của đơn vị trước một đoàn xe tăng Đức đang ùn ùn kéo đến.

## Quá trình làm phim
Việc quay phim (ban đầu có tựa đề là "Người lính tăng" (tiếng Nga: Танкисты)) bắt đầu vào ngày 15 tháng 9 năm 2016 tại quận Mozhaisk của khu vực Moskva  và diễn ra với sự hỗ trợ của Bộ Văn hóa Liên bang Nga và Hội lịch sử quân sự Nga.
Bộ phim sử dụng nhiều hiệu ứng máy tính đặc biệt. Hơn 150 kế hoạch với đồ họa máy tính đã được tạo ra bởi studio CARBONCORE-vfx của Nga .
Một trong những bài hát của nhạc nền cho bộ phim đã được Garik Sukachev thu âm.

## Công chiếu
Vào ngày 9 tháng 9 năm 2018, một buổi chiếu kín đặc biệt của bộ phim dành cho các thành viên của Sư đoàn Taman và Sư đoàn Kantemirovka nhân dịp Ngày truyền thống của lính xe tăng.
Bộ phim được phát hành chính thức tại Nga vào ngày 25 tháng 10 năm 2018.
Buổi ra mắt truyền hình của bộ phim diễn ra vào ngày 18 tháng 1 năm 2019 trên Kênh Một.

## Phê bình
Bộ phim nhận được đánh giá trung bình từ các nhà phê bình phim. Ngoài ra, bộ phim cũng bị chỉ trích do chứa một số lượng lớn những mâu thuẫn liên quan đến câu chuyện có thật về Konovalov, kỳ tích và những điểm không chính xác trong lịch sử. Không giống như phong cách thường thấy trong các phim điện ảnh Liên Xô và Nga, bộ phim chứa nhiều thiết bị quân sự không tương ứng với thời kỳ của sự kiện được mô tả. Ví dụ chiếc xe tăng Đức PzKpfw IVH, trên thực tế, mãi một năm sau mới xuất hiện - năm 1943, cũng như chiếc xe tăng Liên Xô T-34-85 cũng chỉ xuất hiện vào năm 1944.

## Diễn viên
- Andrey Chernyshov - Đại úy Semyon Konovalov, chỉ huy xe tăng
- Vladimir Epifantsev - Trung sĩ Siitov, xạ thủ
- Olga Pogodina - Pavla Chumak, kỹ sư, vợ cũ của Semyon Konovalov
- Sergey Gorobchenko - Thiếu tá Vladimir Krotov, Phó chính trị viên Tiểu đoàn

...